# Пуцу-Оларулуй
Пуцу-Оларулуй (рум. Puțu Olarului) — село у повіті Васлуй в Румунії. Входить до складу комуни Ібенешть.
Село розташоване на відстані 247 км на північний схід від Бухареста, 29 км на південь від Васлуя, 87 км на південь від Ясс, 109 км на північ від Галаца.

## Населення
За даними перепису населення 2002 року у селі проживали 140 осіб, усі — румуни. Усі жителі села рідною мовою назвали румунську.